# Warrington (Flórida)
Warrington é uma Região censo-designada localizada no estado americano de Flórida, no Condado de Escambia.

## Demografia
Segundo o censo americano de 2000, a sua população era de 15.207 habitantes.

## Geografia
De acordo com o United States Census Bureau tem uma área de
22,0 km², dos quais 17,0 km² cobertos por terra e 5,0 km² cobertos por água.

## Localidades na vizinhança
O diagrama seguinte representa as localidades num raio de 16 km ao redor de Warrington.